# 食街

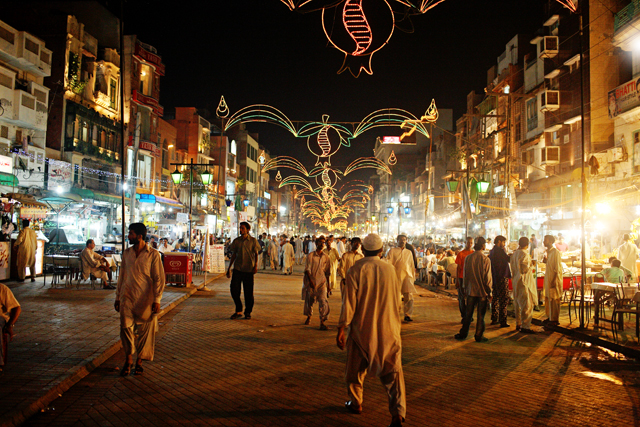
巴基斯坦拉合爾的安娜卡莉巴扎

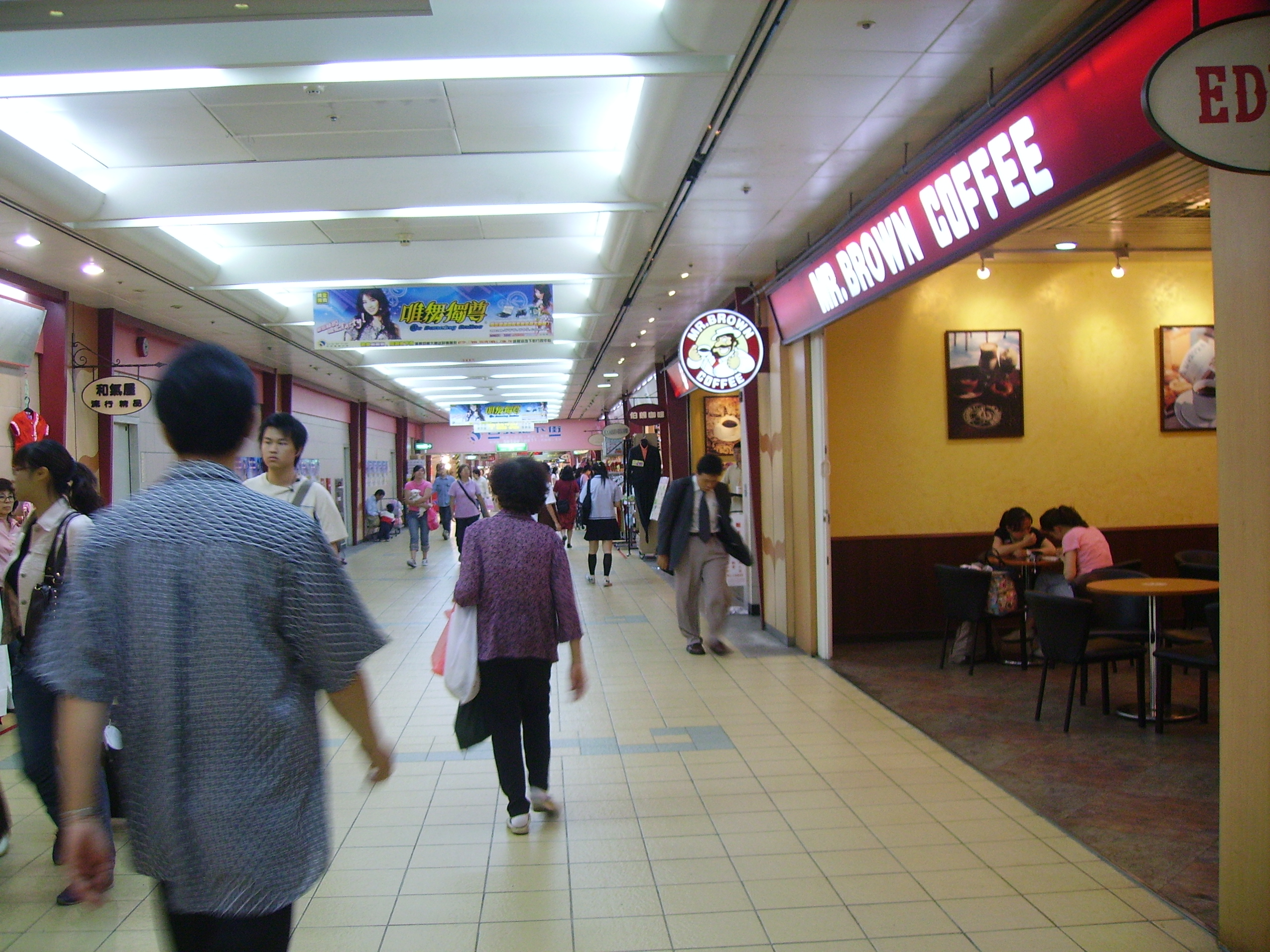
台北的地下美食街

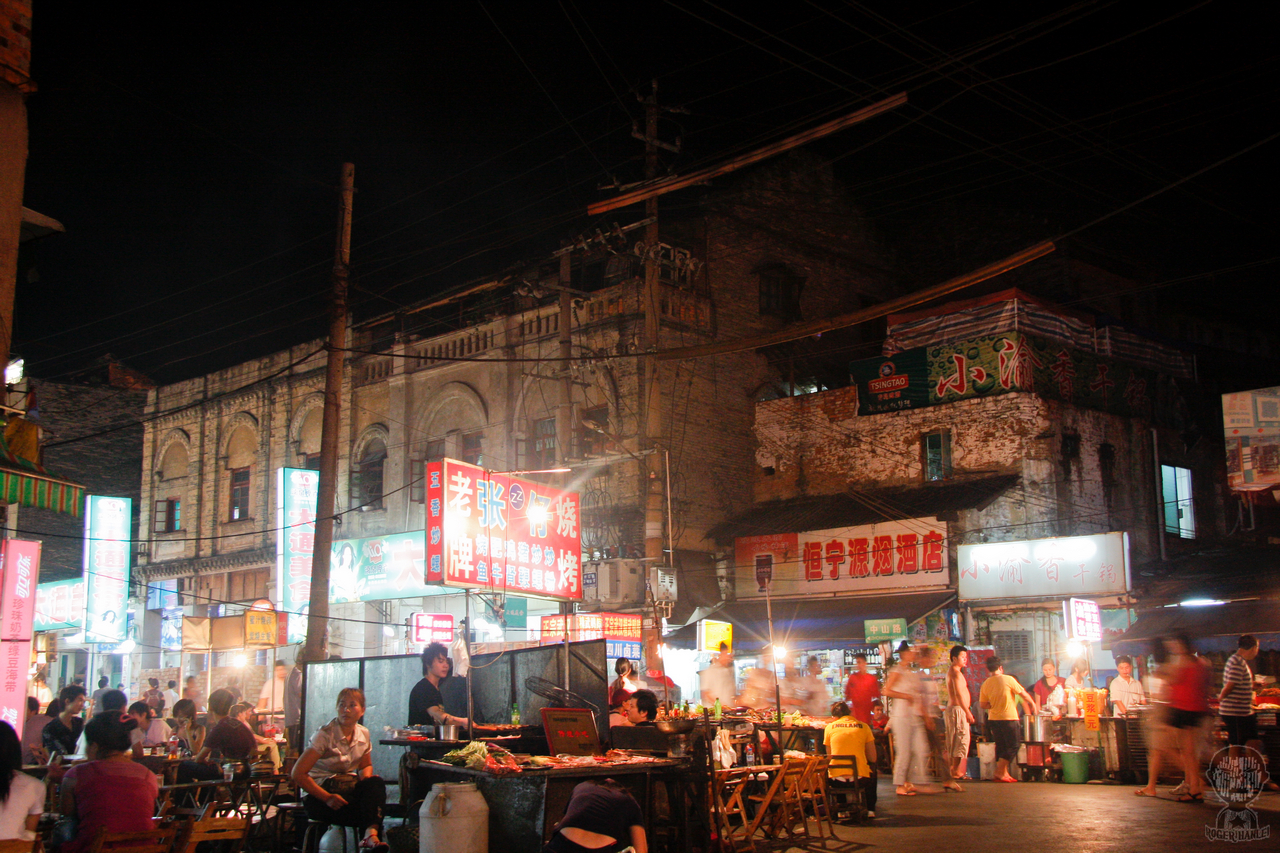
南宁的中山路夜市

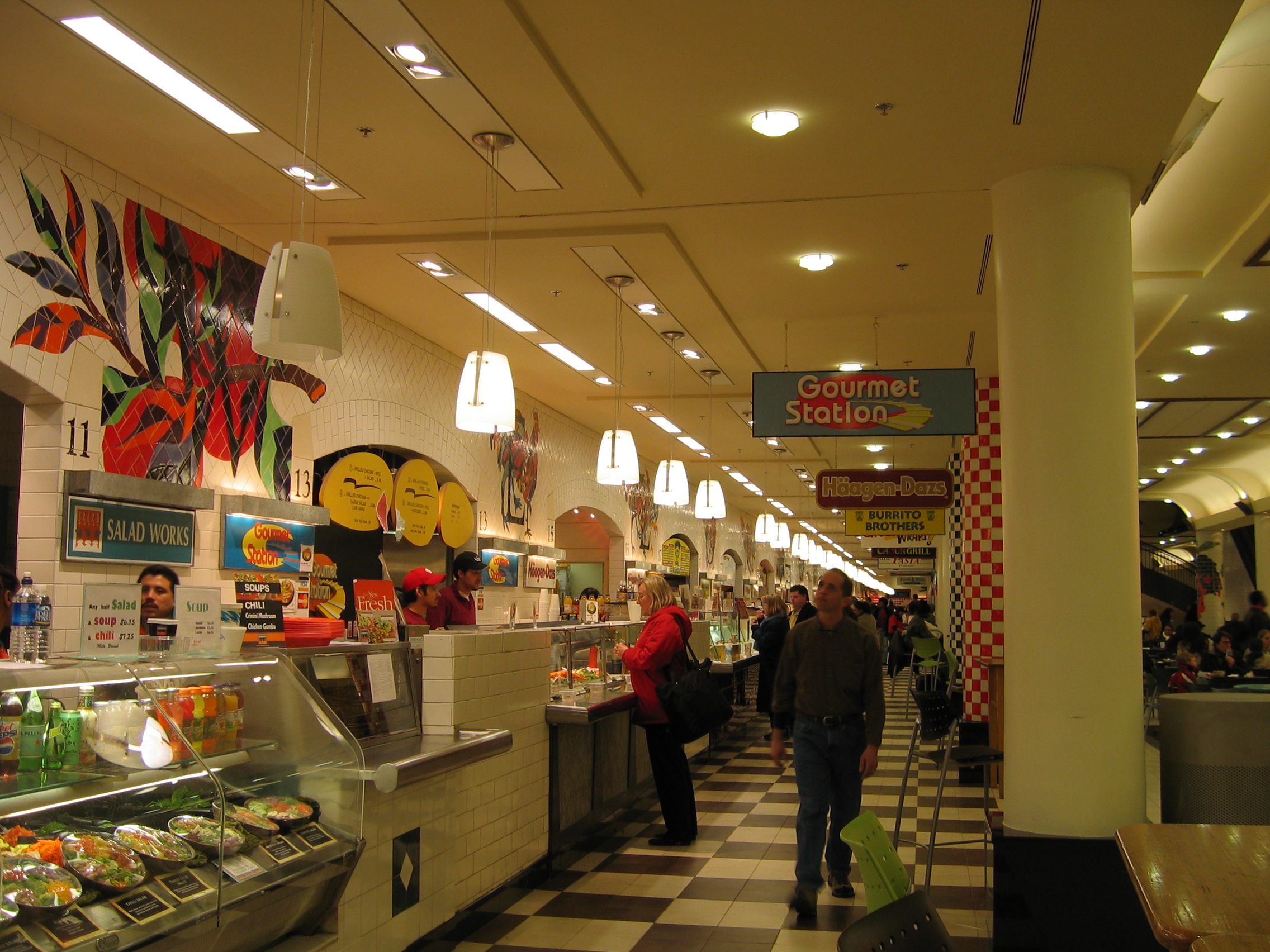
美國华盛顿联合车站的美食街

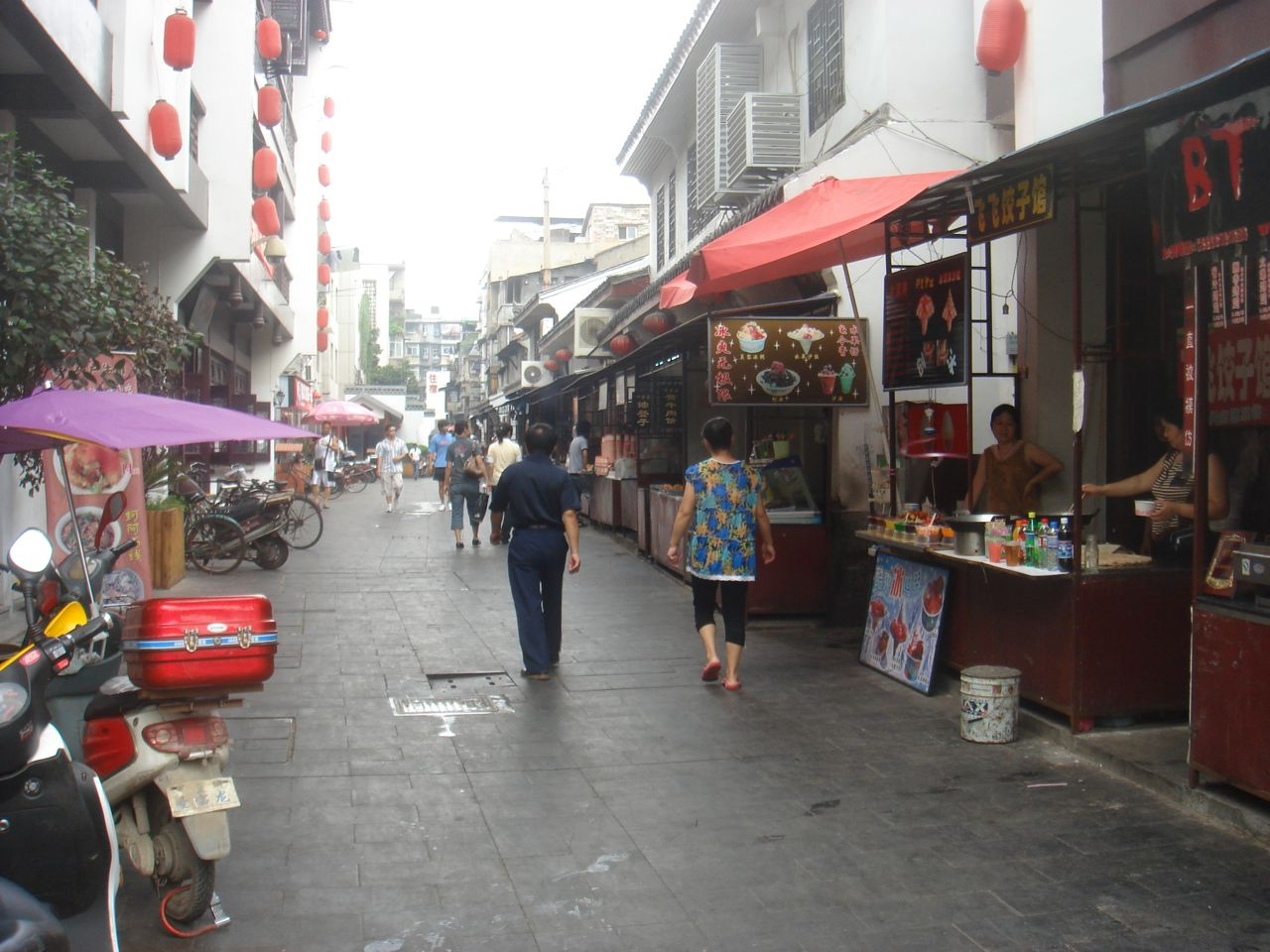
武漢戶部巷

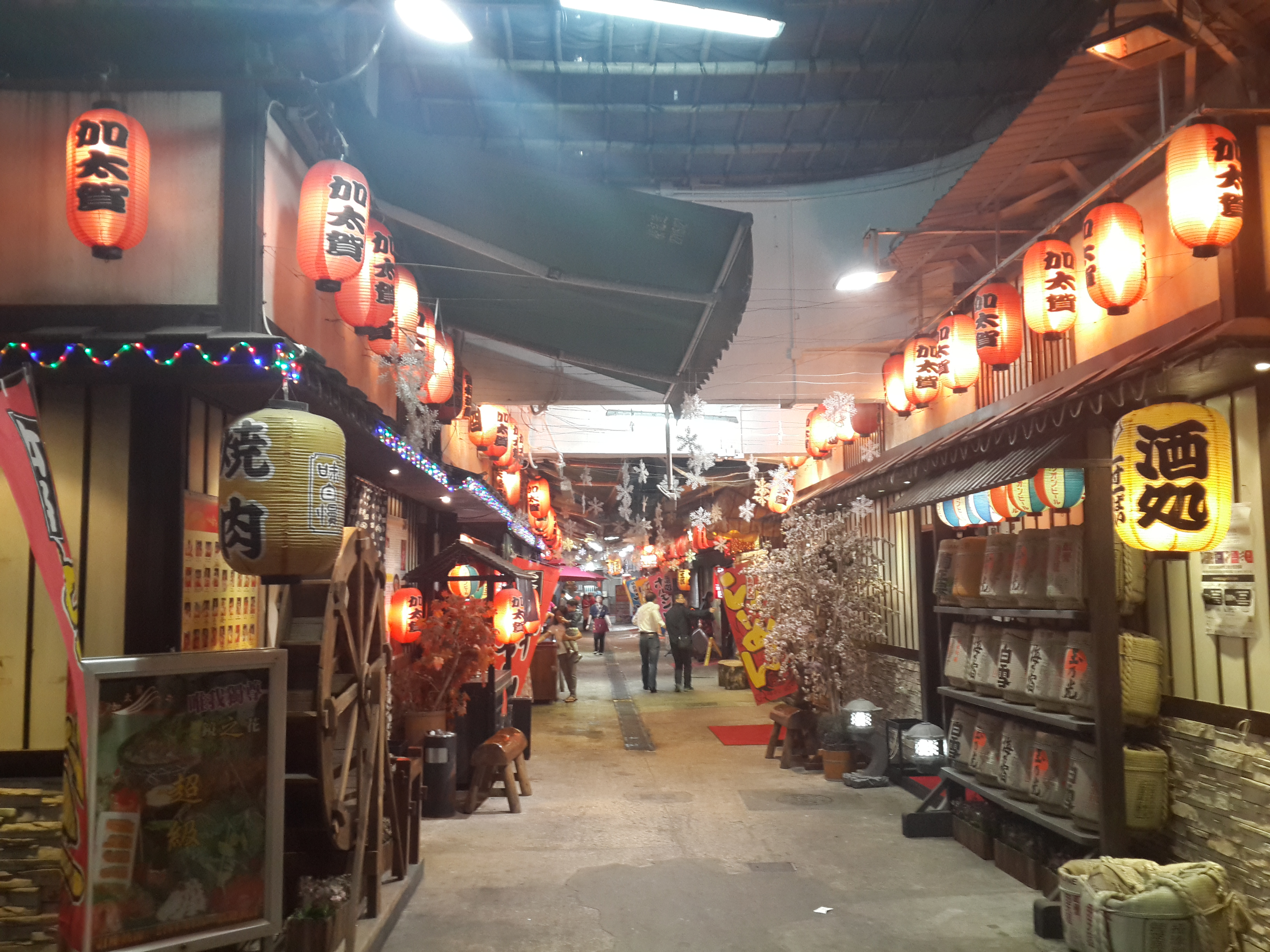
香港崇潔街

食街，又稱美食街，是一種以飲食為主題的步行街，兩旁集中大量餐館、大排檔和其他食品的商店。不少大城市均有自己的食街，有些是以當地特色飲食作主題，有些則以可品嚐世界各地不同特色的飲食作主題。有些百貨公司、購物中心、醫院或大學等也設有美食街。另外像廟會等活動慶典亦有臨時設置的美食街。
在伊斯蘭堡，會自行創建食品街，餐館散落各地的城市。中產階層的社會成員更喜歡食街，因為價格較酒店或高級餐廳便宜。
但發展美食街亦面臨一些反對聲音，經營者認為會競爭白熱化和引致過度擁擠，亦使停車場等配套設施未能應付需要。伊斯蘭神職人員反對美食街，理由是這他們鼓勵混合性別的，並有助賣淫。住在食街的居民也需忍受噪音、油煙、街道衛生、醉酒客滋擾鬧事和冷氣散熱熱氣滋擾。

## 各地的食街

### 中国大陆

#### 上海
- 云南南路
- 黄河路
- 寿宁路
- 吴江路

#### 福州
- 達明路

#### 深圳
- 樂園路
- 鳳凰路
- 八卦一路
- 燕南路
- 鹽田海鮮街

#### 武漢
- 戶部巷
- 吉慶街

#### 南宁
- 农院路
- 中山路

### 香港

#### 香港島
- 銅鑼灣登龍街和厚誠街
- 中環蘭桂坊和士丹頓街
- 鰂魚涌糖廠街
- 西營盤高街

#### 九龍
- 尖沙咀諾士佛臺、山林道、棉登徑、亞士厘道、厚福街
- 紅磡必嘉街和崇潔街
- 深水埗福榮街
- 九龍城福佬村道，獅子石道，侯王道，衙前塱道，南角道，龍崗道和城南道

#### 新界
- 荃灣路德圍和鱟地坊
- 西貢海鮮街
- 屯門青善街
- 元朗教育路，鳳攸北街，俊賢坊

### 澳門
- 官也街

### 臺灣
- 臺北市永康街
- 臺中市一中街
- 臺南市國華街、保安路、海安路
- 高雄市裕誠路